# Gregor Majdič
Gregor Majdič, slovenski endokrinolog, nevroznanstvenik, pisatelj, popotnik, univerzitetni profesor in rektor *30. julij 1967, Ljubljana.
Majdič je trenutni rektor Univerze v Ljubljani.

## Življenjepis
Gregor Majdič se je rodil leta 1967 v Ljubljani. Leta 1992 je diplomiral na Veterinarski fakulteti v Ljubljani, kjer je leta 1994 tudi magistriral. Od leta 1993 do leta 1996 je opravljal doktorat znanosti na Medicinski fakulteti Univerze v Edinburgu na Škotskem, kjer je leta 1996 doktoriral s področja reprodukcijske endokrinologije z disertacijo z naslovom Gene expression during fetal gonadal development (Izražanje genov med embrionalnim razvojem spolnih žlez). Od leta 1998 do leta 2001 je delal kot postdoktorand na University of Texas Southwestern Medical School v Dallasu v Teksasu.
Od leta 2001 je zaposlen na Veterinarski fakulteti Univerze v Ljubljani, od leta 2008 pa delno tudi na Medicinski fakulteti Univerze v Mariboru kot profesor za fiziologijo. Predava na Veterinarski fakulteti v Ljubljani (Vedenjska nevrobiologija, Delo s poskusnimi živalmi), Biotehniški fakulteti v Ljubljani (Fiziologija živali) ter Medicinski fakutleti Univerze v Mariboru (Fiziologija). Leta 2003 je en mesec gostoval na Univerzi Keio v Tokiu na Japonskem kot gostujoči profesor, prav tako leta 2003 pa so ga izvolili za stalnega gostujočega profesorja na Medicinski fakulteti Univerze v Zagrebu. Imel je vabljena predavanja na univerzah v Zagrebu, Hamburgu (Nemčija), Munstru (Nemčija), Liegu (Belgija), UCLA (Los angeles, ZDA), UCSF (San Francisco, ZDA), University of Massachusets (Amherst, ZDA), Colorado state University (Fort Collins, Kolorado, ZDA), Univerzi Keio (Tokio, Japonska) in Univerzi v Kjotu (Kjoto, Japonska) in drugje. Objavil je več kot 90 člankov v revijah s faktorjem vpliva in več poglavij v tujih monografijah, njegovi članki pa so bili citirani več kot 2000-krat. Leta 2012 je s sodelavci ustanovil visokotehnološko podjetje Animacel, ki ponuja zdravljenje živali z matičnimi celicami in uspešno deluje v več evropskih državah.  
21. aprila 2021 je bil na splošnih volitvah izvoljen za 45. rektorja Univerze v Ljubljani za mandatno obdobje 2021-2025. 1. marca 2021 je Veterinarska fakulteta UL uradno potrdila njegovo kandidaturo za rektorja Univerze v Ljubljani v mandatnem obdobju 2021-2025. Kot kandidat je bil predstavljen v časopisu Delo V prvem krogu glasovanja je osvojil 29,7 % glasov in se prek drugega mesta uvrstil v drugi krog, v katerem je premagal aktualnega rektorja Igorja Papiča s 55 % prejetih glasov. Po koncu mandata je znova kandidiral. Aprila 2025 je v drugem krogu premagal protikandidatko Ireno Mlinarič Raščan in ostal na rektorskem položaju za naslednja štiri leta.

## Raziskovalno delo
Področje njegovih raziskav je molekularna endokrinologija in embriologija, predvsem razvoj spolnih organov in možganov. Glavni tematiki njegovih raziskav sta razvoj spolnih razlik v možganih (kako nastanejo razlike med ženskimi in moškimi možgani), predvsem kako na te razlike vplivajo geni in kako hormoni ter dolgotrajni vplivi stresa pred in po rojstvu na delovanje možganov v odraslem organizmu.  Del raziskav posveča tudi hormonskim motilcem ter razvoju novih celičnih terapij v veterinarski medicini. Za razvoj zdravljenja živali z matičnimi celicami je prejel leta 2012 nagrado za najboljšo inovacijo v javnem sektorju v Sloveniji ter rektorjevo nagrado univerze v Ljubljani. Ukvarja se tudi s proučevanjem kognitivne motnje psov, bolezni, ki se pojavlja pri starejših psih in je zelo podobna Alzheimerjevi bolezni pri ljudeh. Bil je nosilec več tujih raziskovalnih projektov, med drugim dveh projektov Nacionalnih inštitutov za zdravje (ZDA) in projekta ICGEB (Organizacija združenih narodov).

## Pisanje
Poleg znanstvenih člankov za znanstvene časopise redno piše poljudnoznanstvene in družbenokritične članke za različne slovenske revije in časopise (Delo, Dnevnik, Mladina, Gea...) in sodeluje pri pripravah oddaj o znanosti na nacionalnem radiu in televiziji. Za pisanje poljudnoznanstvenih člankov je leta 2004 prejel nagrado časopisa Delo za najboljšega pisca poljudnoznanstvenih člankov in leta 2010 nagrado Prometej Slovenske znanstvene fundacije.

### Poljudnoznanstvene knjige
Leta 2021 je pri eni največjih svetovnih založb Springer Nature izšla njegova poljudnoznanstvena knjiga o evoluciji in biologiji ljubezni z naslovom Soul Mate Biology - Science of Attachment and Love, ki na poljuden način razlaga biološke osnove čustva ljubezni ter išče evolucijske osnove ljubezni.

### Leposlovje
Gregor Majdič je avtor treh leposlovnih knjig:  
- Skrivnost življenja (COBISS) - izšla pri Didakti leta 2001. Krajši roman, ki na poljuden način predstavlja zgodovino medicinskih znanosti in razvoj novega življenja mlajšim bralcem.
- Gabrijelov pasijon (COBISS) - izšla pri založbi Ciceron leta 2006, v angleščini pa na platformi CreateSpace leta 2008. Zgodovinski roman, ki so ga nekateri kritiki primerjali z romanom Umberta Eca Ime rože.  Gre za zgodbo meniha, ki se v začetku 16. stoletja ukvarja s proučevanjem človeških trupel, zato da bi se več naučil o delovanju človeškega telesa. Ob svojem znanstvenem delu je razpet med ljubeznijo do boga in ljubeznijo do mladostne prijateljice, zaradi svojega dela in življenja pa zaide v težave tudi pri inkviziciji, ko le-ta obišče njegovo mesto.
- Beli Saracen, izšla v samozaložbi na platformi CreateSpace. Zgodovinski roman iz časa križarskih vojn, v katerem podrobno predstavi medicino v arabskih državah v tem zgodovinskem obdobju, ko je bila medicina izjemno dobro razvita.